# Microregione di Barro
Barro è una microregione dello Stato del Ceará in Brasile, appartenente alla mesoregione di Sul Cearense.

## Comuni
Comprende 3 municipi:
- Aurora
- Barro
- Mauriti